# شوگو تانیگوچی
شوگو تانیگوچی (ژاپنی: 谷口 彰悟؛ زادهٔ ۱۵ ژوئیهٔ ۱۹۹۱) بازیکن فوتبال اهل ژاپن است. که در باشگاه ورزشی الریان قطر در پست مدافع بازی می‌کند.